# 「ありがとう」〜世界のどこにいても〜
「「ありがとう」〜世界のどこにいても〜」（ありがとう〜せかいのどこにいても〜）は、日本の男性アイドルグループ、Hey! Say! JUMPの楽曲。2010年12月15日にジェイ・ストームから6枚目のシングルとして発売。

## 概要
- 前作「瞳のスクリーン」から約10ヶ月振りののリリース。

- 初回限定盤・通常盤の2形態での発売。

- グループでは初のノンタイアップシングル。

- 通常盤に収録されているカップリング曲「FLY」は、フジテレビ系  『春の高校バレー2011｣』のテーマソングである。

- 初回限定盤のDVDには、表題曲のビデオ・クリップ+メイキングを収録。CDには、オリジナル・カラオケ1曲を収録。

- 通常盤には、「スノウソング」と「二人掛けの場所」のカップリング2曲と、オリジナル・カラオケ4曲を収録。

## その他
- 表題曲の歌詞には、19言語（日本語、英語、中国語、韓国語など）の「ありがとう」が含まれている。

## チャート成績
- 初動売上は前作から5万枚の減少となり、グループ最低初動売上となった。初動15万枚。

- 2週目のシングルチャート2011年1月3日付で2位となったが、2位での週間枚数15,895枚は史上最少枚数となりCHAGE and ASKAのシングル『Man and Woman』以来、約3年11ヶ月ぶりに更新した（その翌週の1月10日付でAKB48の『チャンスの順番』が2位での週間枚数10,189枚による最少枚数記録を更新）。

## 収録曲

### CD
※は通常盤のみ収録。
1. 「ありがとう」〜世界のどこにいても〜
作詞：森若香織、村野直球 / 亜美、作曲・編曲：STEVEN LEE
2. FLY※
作詞・作曲：加藤裕介、編曲：清水昭男 / 川端良征
  - 2008年のオリジナル楽曲
  - フジテレビ系 ｢春の高校バレー2011｣ テーマソング

本作でCD初収録。
3. スノウソング※
作詞：ma-saya、作曲：馬飼野康二、編曲：長岡成貢
4. 二人掛けの場所※
作詞：Vandrythem、作曲：石塚知生、編曲：h-wonder
5. 「ありがとう」〜世界のどこにいても〜 （オリジナル・カラオケ）
6. FLY（オリジナル・カラオケ）※
7. スノウソング（オリジナル・カラオケ）※
8. 二人掛けの場所（オリジナル・カラオケ）※

### DVD
※初回限定盤のみ
1. 「ありがとう」〜世界のどこにいても〜（ビデオ・クリップ+メイキング）